# Zygmunt Zimowski
Zygmunt Zimowski (Kupienin, 7 april 1949 – Dąbrowa Tarnowska, 12 juli 2016) was een Pools geestelijke en een aartsbisschop van de Rooms-Katholieke Kerk.
Zimowski bezocht het seminarie in Tarnów en werd op 25 mei 1973 priester gewijd. Hij studeerde vervolgens verder aan de Katholieke Universiteit van Lublin en aan de Universiteit van Innsbruck, waar hij in 1982 promoveerde op het proefschrift Der Einfluss der Konzilsväter des Ostens und der orthodoxen Beobachter auf die Theologie von Lumen Gentium. In 1983 trad hij in dienst van de Congregatie voor de Geloofsleer, waar hij een medewerker werd van Joseph Ratzinger. In 1988 benoemde paus Johannes Paulus II hem tot Kapelaan van Zijne Heiligheid en elf jaar later tot Ereprelaat van Zijne Heiligheid. Hij was postulator bij het proces van zaligverklaring van enkele Poolse martelaren van de Tweede Wereldoorlog, die in 1999 zalig werden verklaard. Hij werkte mee aan de Poolse uitgave van de Catechismus van de Katholieke Kerk en was medewerker aan de Poolse uitzendingen van Radio Vaticana.
Op 28 maart 2002 werd Zimowski benoemd tot bisschop van Radom. Zijn bisschopswijding vond plaats op 25 mei 2002. Hij koos als wapenspreuk Non ministrari sed ministrare! (Niet gediend worden, maar dienen, Matteüs 20:28). In 2009 benoemde paus Benedictus XVI hem tot president van de Pauselijke Raad voor het Pastoraat in de Gezondheidszorg, als opvolger van Javier Lozano Barragán. Hij werd bovendien ad personam verheven tot aartsbisschop.
De aartsbisschop overleed in zijn geboorteland, aan de gevolgen van alvleesklierkanker.
- Gemeinsame Normdatei: 1106564782
- International Standard Name Identifier: 0000 0001 1177 5096
- Nationale Bibliotheek van Tsjechië: xx0180399
- Nationale Bibliotheek van Polen: a0000002812201
- Istituto Centrale per il Catalogo Unico: TO0V661752
- Virtual International Authority File: 162616528
- WorldCat: E39PBJhH3J9jVrMcwPQY8FkqwC